# Byrasba volvulus
Byrasba volvulus är en skalbaggsart som beskrevs av Hermann Burmeister 1855. Byrasba volvulus ingår i släktet Byrasba och familjen Melolonthidae. Inga underarter finns listade.